# Tobias Augustus Matthay

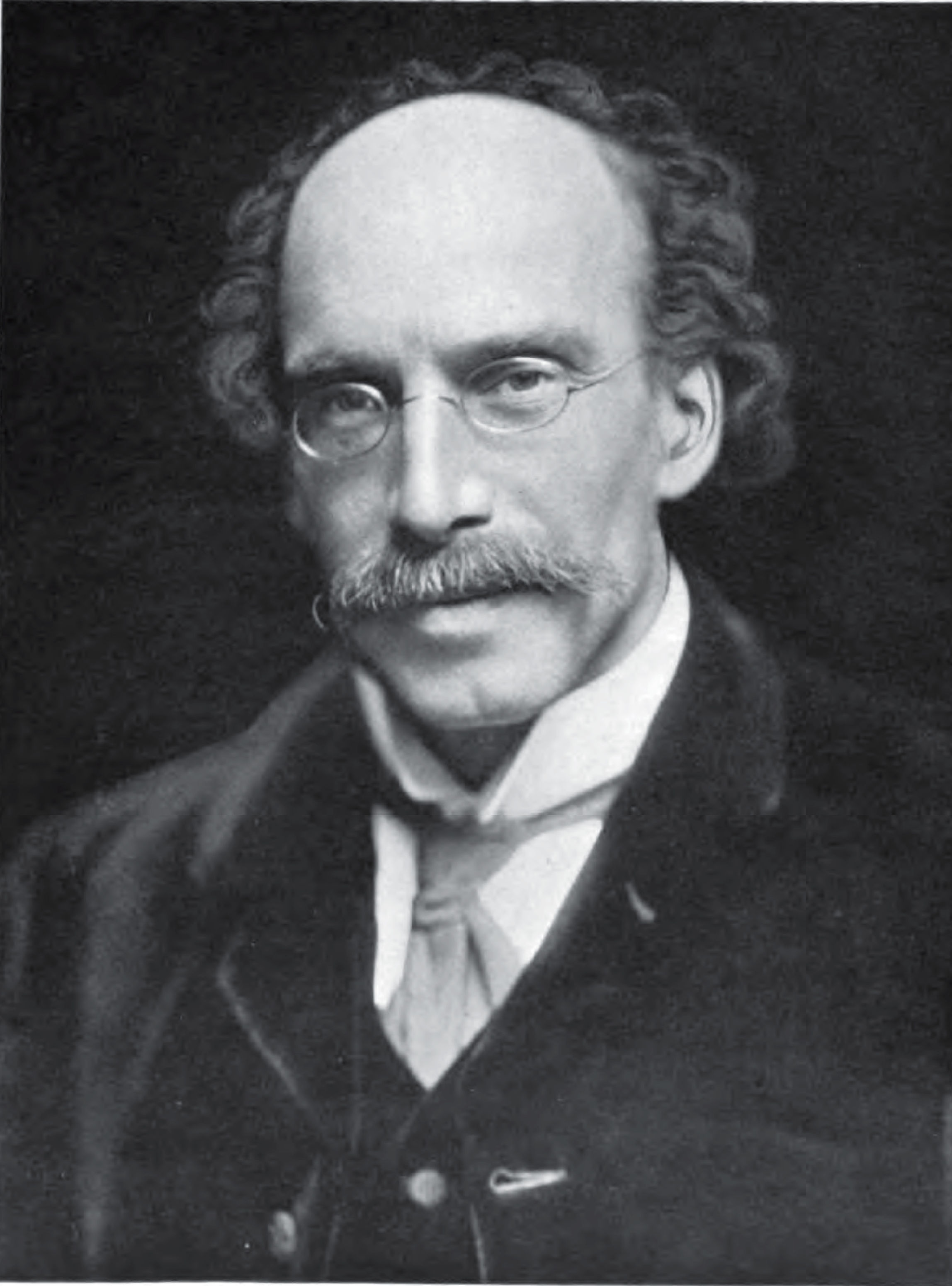
Tobias Matthay

Tobias Augustus Matthay (Londra, 19 febbraio 1858 – Haslemere, 15 dicembre 1945) è stato un compositore, musicista e insegnante inglese.

## Biografia
Matthay nacque a Clapham, nel Surrey, nel 1858 da genitori provenienti dalla Germania settentrionale e che diventarono cittadini naturalizzati britannici. Nel 1871 entrò alla Royal Academy of Music dove studiò pianoforte con William Dorrell e Walter Macfarren e composizione con Sterndale Bennett e Arthur Sullivan. Terminati gli studi, insegnò pianoforte nella stessa istituzione, dal 1876 al 1925. Con Frederick Corder e John Blackwood McEwen, fondò la Society of British Composers nel 1905.
Nel 1903, dopo oltre un decennio di osservazione, analisi e sperimentazione, pubblicò The Act of Touch, un volume enciclopedico che influenzò la pedagogia pianistica in tutto il mondo anglofono. Dato che numerosi studenti si dimostrarono interessati alle sue intuizioni, due anni dopo aprì la Tobias Matthay Pianoforte School, prima a Oxford Street per poi trasferiral nel 1909 a Wimpole Street, dove rimase per i successivi 30 anni. Ben presto divenne noto per i suoi principi di insegnamento, che sottolineavano il giusto tocco del pianoforte e l'analisi dei movimenti del braccio. Scrisse diversi libri aggiuntivi sulla tecnica pianistica che gli portarono riconoscimenti internazionali; nel 1912 pubblicò Musical Interpretation, che analizzava i principi di un'efficace musicalità.
Molti dei suoi allievi portarono avanti l'opera di insegnamento del maestro, contribuendo a definire la didattica pianistica inglese moderna; tra questi York Bowen, Myra Hess, Clifford Curzon, Moura Lympany, Ernst Read, Arnold Bax. Nel 1920, Hilda Hester Collens, che aveva studiato con Matthay dal 1910 al 1914, fondò in suo onore una scuola di musica a Manchester denominata Matthay School of Music; successivamente venne ribattezzata Northern School of Music, un'istituzione predecessore del Royal Northern College of Music.
Sua moglie Jessie Kennedy, che sposò nel 1893, scrisse una biografia dedicata al marito, che pubblicò postuma nel 1945. Tobias Matthay morì nella sua casa di campagna a Haslemere nel 1945, all'età di 87 anni.

## Composizioni
Durante la prima parte della sua carriera, nel periodo tra il 1870 e il 1890, Matthay compose le sue principali opere, incluse due sinfonie, alcune ouverture da concerto e diverse opere concertanti per pianoforte, per poi dedicarsi alla tecnica e alla didattica del pianoforte. Molte delle sue composizione smisero di essere suonate e rimasero dimenticate per molti anni, per essere poi riscoperte negli anni 2000.
Solamente l'Ouverture sinfonica di maggio, scritto nel 1883, e il Concert Piece in la minore per pianoforte e orchestra, formato da un unico movimento scritto al 1883 e rivisto nel 1908, ottennero un buon successo all'epoca. Il Concert Piece divenne il suo lavoro più popolare, anche se la sua prima londinese ai Proms avvenne solamente nel 1909, 25 anni dopo la sua pubblicazione; il solista per quell'evento fu York Bowen, suo allievo. Nel 1922 Myra Hess lo eseguì, sotto la direzione di Matthay, alla Queen's Hall alla presenza del re e della regina per la celebrazione del centenario della Royal Academy of Music.
Matthay scrisse anche composizioni per musica da camera, in particolare il Quartetto per pianoforte Op.20 del 1882. Si dedico inoltre al pianoforte, scrivendo un gran numero di opere; le 31 variazioni e derivazioni su un tema originale, scritte nel 1891 e riviste nel 1918, furono una delle sue opere più importanti del primo periodo, mostrando l'influenza che Liszt e Wagner ebbero su di lui
Durante e dopo la prima guerra mondiale, Matthay si concentrò sul pianoforte, abbandonando il suo stile complesso a favore di brani più brevi e di carattere più vicini alle opere di Schumann. Nel 1933 registrò alcuni di questi, tra cui Twilight Hills e Wind Sprites dalla Suite On Surrey Hills Op.30 del 1919, così come Prelude e Bravura da Studies in the Form of a Suite (1887) .
Una raccolta quasi completa delle opere per pianoforte pubblicate è conservata presso l'International Piano Archives dell'Università del Maryland; fu donata da James Matthew Holloway, che deteneva documenti originariamente in possesso della pianista Denise Lassimonne, di cui Matthay si prese cura dopo la morte di suo padre, nominandola in seguito sua erede. Molte delle partiture contengono correzioni, marcature editoriali e commenti dello stesso Matthay.

### Composizioni per orchestra
- Concert Overture, 1874
- Sinfonia in la minore, 1874
- Concerto per pianoforte in re minore, 1874
- Scherzo for Orchestra in re minore, 1875
- Concert Overture in C (1877)
- Symphony (1878)
- Reminiscences of Country Life, 1879
- Hero and Leander, scena per contralto e orchestra, 1879
- In Summer, overture sinfonica (Introduzione e Allegro), 1880
- Andante for Orchestra, 1881
- Concert Piece per pianoforte e orchestra in re minore, 1881
- In May, soverture sinfonica, 1883
- Concert Piece per pianoforte e orchestra in la minore, 1895

### Composizioni per musica da camera
- Piano Quartet in F (1876)
- Piano Quartet Op. 20, 1882[10]
- Piano Trio in F
- Ballade per violoncello e pianoforte Op.40, 1936

### Composizioni per pianoforte (parziale)[11]
- Moods of a Moment Op.11, 1886
- Love Phases op.12, 1880
- Studies in the form of a Suite Op.16, 1887
- Elves Op.17, 1898
- Con Imitazione Op. 18
- Sketch-Book No 1 Op.24, 1914
- Sketch Book No 2 Op.26, 1916
- 31 Variations and Derivations on an Original Theme Op.28, 1891
- Five Cameos Op. 29, 1919
- On Surrey Hills Op.30, 1919
- Three Lyric Studies Op.33, 1921
- Ballade in A minor Op. 39, 1926
- Five Miniatures op.45

## Opere
Matthay produsse diverse opere a scopo didattico, frutto del suo lavoro di insegnante;
- The Act Of Touch In All Its Diversity: An Analysis And Synthesis Of Pianoforte Tone Production, Bosworth & Co. Ltd., Londra, 1903[13]
- The First Principles of Pianoforte Playing, Bosworth & Co. Ltd., Londra, 1905[14]
- Relaxation Studies, Bosworth & Co. Ltd., Londra, 1908[15]
- The Principles of Fingering and Laws of Pedalling (Extracted from Relaxation Studies), Bosworth, Londra 1908
- Some Commentaries on the Teaching of Pianoforte Technique, 1911
- The Rotation Principe in Pianoforte Playing, 1912
- The Child's First Steps in Piano Playing, Boston music Co., Boston, 1912[16]
- The Fore-Arm Rotation Principle in Pianoforte Playing, The Boston Music Co., Boston, 1912[17]
- Musical Interpretation, Its Laws and Principles, and their application in teaching and performing, Joseph Williams, Londra, 1912[18]
- The Slur or Couplet of Notes in all its Variety, its Interpretation and Execution, Oxford University Press, Londra, 1928[19]
- I primi passi al pianoforte per fanciulli nonché per adulti: metodica psicofisiologica musicale, traduzione di Marcello Capra, Torino, Marcello Capra Editore, 1920. URL consultato il 23 luglio 2023.
- The Visible And Invisible In Pianoforte Technique, 1947[20]